# Vendégi
Vendégi (1899-ig Hosztovicza, szlovákul: Hostovice) község Szlovákiában, az Eperjesi kerület Szinnai járásában.

## Fekvése
Szinnától 15 km-re északra, a lengyel határ közelében – amit külterülete el is ér – fekszik.

## Története
A települést a 15. században a vlach jog alapján, soltész általi betelepítéssel alapították. Első írásos említése 1492-ben történt, birtokosa a Drugeth család volt. Régi ortodox temploma valószínűleg már a 15. században felépült. 1600-ban a soltész két házán kívül 31 pásztorház állt a településen. A 17. század közepén a Drugethek vámszedőhelyet létesítettek a községben. A kuruc háborúk és a járványok következtében a 18. század elejére lakossága csaknem kipusztult. 1715-ben 20, 1720-ban 19 adózó háztartása volt. A mai templomot 1746-ban építették.
A 18. század végén Vályi András így ír róla: „HOSZTOVITZA. Tót falu Zemplén Várm, földes Ura G. Csáky Uraság, lakosai ó hitűek, határja két nyomásbéli, réttyei jó szénát termők, legelője elég, malma helyben, itatója alkalmatos.”
1828-ban 81 házában 603 lakos élt, a faluban vízimalom is működött.
Fényes Elek 1851-ben kiadott geográfiai szótárában így ír a faluról: „Hosztavicza, Papina fil. orosz falu, Zemplén vmegyében, 40 róm., 560 g. kath., 14 zsidó lak. Görög anyaszentegyház. Kastély. Malom. Erdő, sok nagy vadakkal. 1133 hold szántóföld. F. u. Rholl. Ut. p. Homonna (fiók).”
Borovszky Samu monográfiasorozatának Zemplén vármegyét tárgyaló része szerint: „Vendégi, előbb Hosztovicza, a gácsi határon fekvő ruthén kisközség. Van 132 háza és 837 gör. kath. vallású lakosa. Postája és távírója Szinna, vasúti állomása Homonna. A homonnai uradalom tartozéka volt s azután a gróf Csákyak lettek az urai. Most Hering János Gottfriednek van itt a birtoka s egy régibb úrilaka, melyet Roll József építtetett. Gör. kath. temploma 1746-ban épült s 1802-ben megújították.”
A falu az első világháború harcaiban megsemmisült, de újjáépítették. 1920 előtt Zemplén vármegye Szinnai járásához tartozott.

## Népessége
| Év:            | 1994. | 2004.    | 2014.    | 2024.    |
| -------------- | ----- | -------- | -------- | -------- |
| Emberek száma: | 388   | 349      | 290      | 235      |
| Eltérés:       |       | -10,05 % | -16,90 % | -18,96 % |

| Év:            | 2023. | 2024.   |
| -------------- | ----- | ------- |
| Emberek száma: | 237   | 235     |
| Eltérés:       |       | -0,84 % |

1910-ben 699, túlnyomórészt ruszin anyanyelvű lakosa volt.
2001-ben 378 lakosából 274 szlovák, 85 ruszin, 12 ukrán volt.
2011-ben 295 lakosából 137 szlovák és 86 ruszin volt.

## Nevezetességei
- Görögkatolikus temploma 1746-ban épült.